# Tinodes pujungan
Tinodes pujungan är en nattsländeart som beskrevs av Malicky 1995. Tinodes pujungan ingår i släktet Tinodes och familjen tunnelnattsländor. Inga underarter finns listade i Catalogue of Life.